# Bonobo (informatica)
Bonobo è un modello a componenti per documenti composti precedentemente utilizzato in GNOME. È ispirato alla tecnologia della Microsoft, Object Linking and Embedding (basato sul Component Object Model). I componenti Bonobo sono analoghi ai KPart del KDE. Bonobo utilizza l'architettura CORBA.
Le librerie Bonobo e ORBit sono state rimosse da GNOME nella versione 2.22 e le sue funzioni migrate su D-Bus e sul componente GIO di GLib.